# Katyně
Katyně je román Pavla Kohouta z roku 1978. Pojednává o dospívající dívce, "andělsky krásné Lízince Tachecí", která se nedostane na střední školu a začne navštěvovat speciální humanitní obor s maturitou – školu pro katy. Přijímací zkoušky spočívají v zabití vánočního kapra a podříznutí slepice, náplní studia jsou popisy mučení, historie popravování, praktický nácvik různých způsobů popravy na figurínách a podobně. Román také obsahuje mnohé dramatické dějové peripetie, vystavěné na tomto pozadí, např. motiv první lásky a milostného trojúhelníku (s drastickým koncem), nebo příběh o děsivém komplotu tajných služeb, kde pouhé pochybnosti o absolutní loajalitě jsou důvodem k okamžitému zabití člověka.
Román nabízí humoristický pohled na lidské krutosti a praktiky totalitní moci a také nebezpečnou schopnost lidí smířit se s absurdní situací, již reprezentuje především hlavní hrdinka, ke všemu zcela lhostejná a chladná. Jedinou závažnější emoci projeví v závěru románu, kdy vyjádří mírnou spokojenost s úspěšně provedenou popravou svého bývalého učitele, jíž její studium vyvrcholí.
Sám autor román označil za produkt "pražského černého humoru, jaký vzniká duchovní oscilací mezi Josefem K. a Josefem Š." Byl hodně oceňován a vydán v mnoha jazycích. Česky vyšel prvně v samizdatové edici Petlice roku 1978. V roce 2018 Kohout román adaptoval do podoby divadelní hry, která měla o rok později premiéru pod názvem Lízinka.